# 第46ヘリコプター海洋打撃飛行隊 (アメリカ海軍)
第46ヘリコプター海洋打撃飛行隊（だい46ヘリコプターかいようだげきひこうたい、英: Helicopter Maritime Strike Squadron 46、略称：HSM-46）は、アメリカ海軍大西洋艦隊ヘリコプター海洋打撃航空団隷下のヘリコプター部隊。愛称はグランドマスターズ。1988年4月7日に第46軽ヘリコプター対潜飛行隊（英: Anti-Submarine Squadron Light 46、略称：HSL-46）として編成され、2012年3月1日に第46ヘリコプター海洋打撃飛行隊へ改編された。フロリダ州ジャクソンビル海軍航空基地に所在し、空母「ジョージ・H・W・ブッシュ（USS George H. W. Bush, CVN-77）」艦載の第7空母航空団を構成する飛行隊になっている。哨戒ヘリコプターとしてMH-60Rを運用する。なお、遠征飛行隊に指定されており、必要に応じて遠征部隊に組み込まれる。

## 歴代運用機
- 哨戒ヘリコプター
  - SH-60B
  - MH-60R

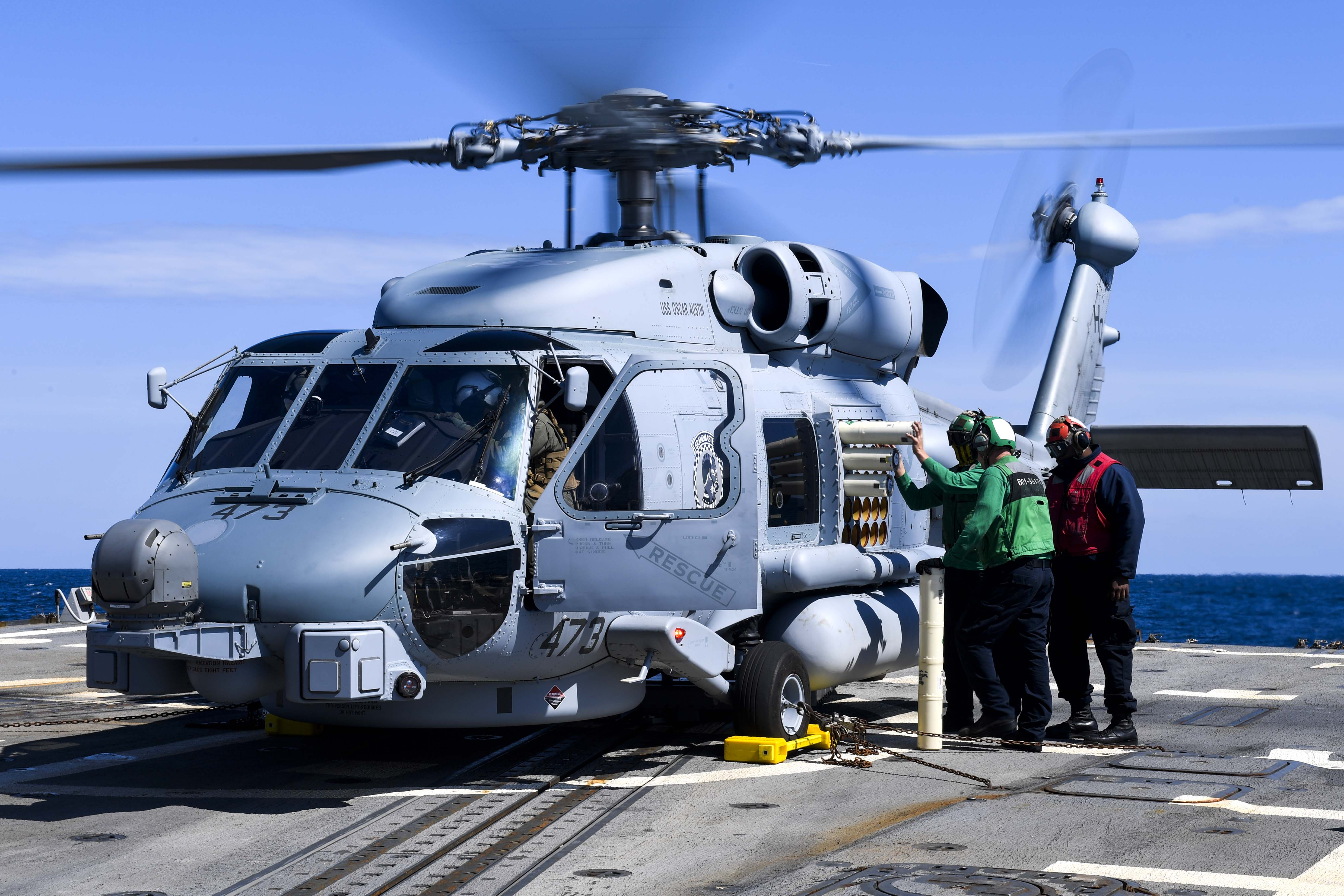
HSM-46で運用するMH-60R